# Giulio Boschi
Giulio Boschi, italijanski rimskokatoliški duhovnik, škof in kardinal, * 2. marec 1838, Perugia, † 15. maj 1920, Rim.

## Življenjepis
25. maja 1861 je prejel duhovniško posvečenje.
1. junija 1888 je bil imenovan za škofa Todija in 11. junija istega leta je prejel škofovsko posvečenje.
29. novembra 1895 je postal škof Senigallie in 19. aprila 1900 nadškof Ferrare.
15. aprila 1901 je bil povzdignjen v kardinala in imenovan za kardinal-duhovnika S. Lorenzo in Panisperna.
Med 7. januarjem 1909 in 1919 je bil škof Comacchia. Istega leta je odstopil s položaja nadškofa. 3. julija 1919 je bil imenovan za kardinal-škofa Frascatija.